# Timiaouine
Timiaouine (în arabă تيمياوين) este o comună din provincia Adrar, Algeria.
Populația comunei este de 4.493 de locuitori (2008).